# Pomacentrus albimaculus
Pomacentrus albimaculus là một loài cá biển thuộc chi Pomacentrus trong họ Cá thia. Loài này được mô tả lần đầu tiên vào năm 1975.

## Từ nguyên
Từ định danh được ghép bởi hai âm tiết trong tiếng Latinh: albus ("trắng") và maculus ("vệt đốm"), hàm ý đề cập đến đốm trắng ở nửa trên cuống đuôi của loài cá này.

## Phạm vi phân bố và môi trường sống
P. albimaculus được tìm thấy ở vùng biển ngoài khơi tỉnh Madang (Papua New Guinea), nhưng có thể mở rộng phạm vi đến đảo Đài Loan. P. albimaculus sống tập trung gần những rạn đá ngầm trên nền đáy cát ở độ sâu khoảng 10–20 m.

## Mô tả
Chiều dài lớn nhất được ghi nhận ở P. albicaudatus là 7 cm. Cơ thể có một đốm trắng ở nửa trên cuống đuôi, ngay gốc sau của vây lưng.
Số gai ở vây lưng: 13; Số tia vây ở vây lưng: 14–15; Số gai ở vây hậu môn: 2; Số tia vây ở vây hậu môn: 15–16; Số gai ở vây bụng: 1; Số tia vây ở vây bụng: 5.

## Sinh thái học
Thức ăn của P. albicaudatus chủ yếu là tảo, và có thể bao gồm cả động vật phù du. Cá đực có tập tính bảo vệ và chăm sóc trứng.